# Bocchorisova vaza
Bocchorisova vaza  je keramična posoda iz Starega Egipta. Najdena je bila leta 1895 v grobnici v Tarkviniji, zdaj pa je v Narodnem muzeju v Tarkviniji (22,2 cm visoka; muzejski inv. RC RC 2010 ). Posoda, ki je pogosto označena kot situla in je narejena iz egipčanske fajanse, ima napis z imeni faraona 24. dinastije Bakenrenefa (starogrško: Bocchoris), ki je vladal okrog 720 do 715 pred našim štetjem. Prikazuje faraona med egipčansko boginjo Neit in bogom Horom v srednjem registru, na eni strani in na drugi strani med Horom in Totom. V spodnjem registru so prikazani zaporniki Kušiti med opicami, ki jedo datlje iz palm, upodobitev, ki jo je egiptolog Toby Wilkinson obravnaval kot rasno propagando . Posoda je pomemben dokaz za trgovino na dolge razdalje v 9. in 8. stoletju pred našim štetjem. Poleg tega je pomembna za datiranje zgodnejših faz etruščanske kulture v Italiji. Zaradi dobre ohranjenosti posode trdijo, da je prišla zelo kmalu po tem, ko je bila narejena in postavljena v etruščansko grobnico.
Kraj proizvodnje vaze je v predmet razprav. Predmet je na prvi pogled videti v celoti egipčanski. Hieroglifi so berljivi. Vendar nekateri raziskovalci vazo obravnavajo kot izdelek feničanske delavnice, saj je znano, da so Feničani pogosto izdelovali predmete v egipčanskem slogu . Feničansko poreklo je bilo predlagano po odkritju podobne - vendar nekoliko slabše kakovosti - posode v bližini Motye na Siciliji. Vendar pa najdba dveh situli podobnih posod v Tarkviniji z imenom Psametik I. oziroma Psametik II. ponovno nakazuje na spodnjeegipčanski izvor Bocchorisove vaze .
Vazo so našli leta 1895 v grobni komori z nagnjeno streho in klopjo. Lastnica nagrobnika je bila morda ženska, sodeč po najdenih predmetih. Ploščice z zlato iglo so lahko krasile oblačila. Najdenih je bilo veliko egiptovskih kroglic. Dve kroglici prikazujeta egipčanskega boga Besa, tam sta bili posoda iz brona in keramike . Ker je Bocchorisova vaza najbolj znan predmet iz grobnice, se po metonimiji celotna grobnica pogosto imenuje Bocchorisova grobnica  , kljub temu da nima nobene povezave z dejanskim pokopom faraona Bakenrenefa / Bocchorisa, ki še vedno ni znan.